# Луганська сільська рада (Мар'їнський район)
| Луганська сільська рада — колишній орган місцевого самоврядування у Мар'їнському районі Донецької області з адміністративним центром у с. Луганське. Сільській раді підпорядковані населені пункти: - с. Луганське - с. Кремінець - с. Сигнальне - с. Славне |

## Склад ради
Рада складалася з 16 депутатів та голови.

## Керівний склад сільської ради
| ПІБ                           | Основні відомості                                                         | Дата обрання | Дата звільнення |
| ----------------------------- | ------------------------------------------------------------------------- | ------------ | --------------- |
| Шехірєв Володимир Рафаілович  | Сільський голова, 1973 року народження, освіта, безпартійний              | 26.03.2006   | 18.06.2010      |
| Фокшук Геннадій Володимирович | Сільський голова, 1960 року народження, освіта вища, член Партії регіонів | 15.05.2011   |                 |

Примітка: таблиця складена за даними джерела